# Гаплогруппа T2e (мтДНК)
Гаплогруппа T2e — гаплогруппа митохондриальной ДНК человека.

## Палеогенетика

### Неолит
Анатолийский неолит
- CCH311 | 8587 F.1013 __ Чаталхёюк (level North G, building 114) __ Конья (ил), Турция __ 6700–6500 BCE __ Ж __ T2e.[1]

Старчево-кришская культура
- Malak Preslavets (burials 4, 13) __ Малык-Преславец, Главиница (община), Силистренская область, Болгария __ 5800–5400 BCE (7550 BP)
  - I0700 | MP5/MP8 __ 6077-5891 calBCE __ М __ T1a1a (CTS4916) # T2e
  - I1108 | MP1 __ 6010-5841 calBCE (7044±38 BP, OxA-32530) __ М __ T1a1 (PF5658) # T2e

- I2526 | S2a __ Samovodene __ Самоводене, Велико-Тырново (община), Великотырновская область, Болгария __ 5466-5305 calBCE (6370±25 BP, PSUAMS-2342) __ Ж __ T2e.

### Халколит
Доисторический Левант
- I1168 | S1168.E1.L1 __ Peqi’in cave (CHPKL104-034) __ Пкиин, Северный округ (Израиль) __ 4500–3900 BCE __ Ж __ T2+150 > T2e*.[3]

Майкопская культура (степная)
- AY2001 | BZNK-290/1 __ Aygurskiy 2 (kurgan 22, grave 15) __ Айгурский, Апанасенковский район, Ставропольский край, Россия __ 3630-3372 calBCE (4698±32 BP, OxA-16182) __ Ж __ T2e.[4]

Европа медного века
- AcqA __ Acquaviva __ Безенелло, Тренто (провинция), Трентино-Альто-Адидже, Италия __ 3363-3125 calBCE (4551±30 BP) __ Ж __ T2e.[5]

Вучедольская культура
- I3499 | GEN72 __ Beli Manastir-Popova zemlja (grave 17) __ Бели-Манастир, Осьечко-Бараньска, Хорватия __ 2884-2666 calBCE (4176±28 BP, BRAMS-1304) __ М __ R1b1a1a2a2 (Z2105) > R-M12149 # T2e.[2]

### Бронзовый век
Унетицкая культура
- RISE431 __ Leki Male (barrow 4, skeleton 2) __ Каменец (гмина), Гродзиский повет (Великопольское воеводство), Польша __ 2286-2048 calBCE (3762±27 BP, OxA-27967) __ М __ R1b1a (L754) # T2e.[6][2]

Доисторический Левант
- I10104 | S10104.E1.L1 __ Тель-Мегиддо __ Мегидо (региональный совет), Северный округ (Израиль) __ 1950–1800 BCE __ М __ J > J-M267 # T2e.[7]

Доисторическая Испания
- I7162 | LM-16-Sep1 __ Loma del Puerco __ Чиклана-де-ла-Фронтера, Баия-де-Кадис (комарка), Андалусия, Испания __ 1880-1697 calBCE (3465±20 BP, PSUAMS-4262) __ Ж __ T2e.[8]

### Железный век
Вельбарская культура
- PCA0037 | ob. 190 __ Kowalewko 12 (106:B4) __ Оборники (гмина), Оборницкий повет, Великопольское воеводство, Польша __ ~ 10–375 AD __ М __ T2e.[9]

### Средние века
Мадьяры
- HMSZper118 __ Homokmégy-Székes/118 __ Калочаский яраш, Бач-Кишкун, Южный Альфёльд, Венгрия __ X век __ Ж __ T2e*.[10]

## Публикации
2015
- Allentoft ME, Sikora M, Sjögren KG; et al. (Июнь 2015). Population genomics of Bronze Age Eurasia. Nature. 522 (7555): 167–172. doi:10.1038/nature14507. PMID 26062507. {{cite journal}}: Явное указание et al. в: |author= (справка)Википедия:Обслуживание CS1 (множественные имена: authors list) (ссылка)

2018
- Stolarek I, Juras A, Handschuh L; et al. (Февраль 2018). A mosaic genetic structure of the human population living in the South Baltic region during the Iron Age. Scientific Reports. 8 (1): 2455. doi:10.1038/s41598-018-20705-6. PMC 5802798. PMID 29410482. {{cite journal}}: Явное указание et al. в: |author= (справка)Википедия:Обслуживание CS1 (множественные имена: authors list) (ссылка)
- Mathieson I, Alpaslan-Roodenberg S, Posth C; et al. (Март 2018). The genomic history of southeastern Europe. Nature. 555 (7695): 197–203. doi:10.1038/nature25778. PMC 6091220. PMID 29466330. {{cite journal}}: Явное указание et al. в: |author= (справка)Википедия:Обслуживание CS1 (множественные имена: authors list) (ссылка)
- Harney É, May H, Shalem D; et al. (Август 2018). Ancient DNA from Chalcolithic Israel reveals the role of population mixture in cultural transformation. Nature Communications. 9 (1). doi:10.1038/s41467-018-05649-9. PMC 6102297. PMID 30127404. {{cite journal}}: Явное указание et al. в: |author= (справка)Википедия:Обслуживание CS1 (множественные имена: authors list) (ссылка)

2019
- Wang CC, Reinhold S, Kalmykov A; et al. (Февраль 2019). Ancient human genome-wide data from a 3000-year interval in the Caucasus corresponds with eco-geographic regions. Nature Communications. 10 (1). doi:10.1038/s41467-018-08220-8. PMC 6360191. PMID 30713341. {{cite journal}}: Явное указание et al. в: |author= (справка)Википедия:Обслуживание CS1 (множественные имена: authors list) (ссылка)
- Olalde I, Mallick S, Patterson N; et al. (Март 2019). The genomic history of the Iberian Peninsula over the past 8000 years. Science. 363 (6432): 1230–1234. doi:10.1126/science.aav4040. PMC 6436108. PMID 30872528. {{cite journal}}: Явное указание et al. в: |author= (справка)Википедия:Обслуживание CS1 (множественные имена: authors list) (ссылка)

2020
- Angela Graefen. Population Genetic Analysis of Neolithic to Bronze Age Human Remains from Trentino-Alto Adige (Northern Italy). Майнцский университет (21 апреля 2020).
- Agranat-Tamir L, Waldman S, Martin MAS; et al. (Май 2020). The Genomic History of the Bronze Age Southern Levant. Cell. 181 (5): 1146-1157.e11. doi:10.1016/j.cell.2020.04.024. PMID 32470400. {{cite journal}}: Явное указание et al. в: |author= (справка)Википедия:Обслуживание CS1 (множественные имена: authors list) (ссылка)

2021
- Maár K, Varga GIB, Kovács B; et al. (Март 2021). Maternal Lineages from 10–11th Century Commoner Cemeteries of the Carpathian Basin. Genes (Basel). 12 (3): 460. doi:10.3390/genes12030460. PMC 8005002. PMID 33807111. {{cite journal}}: Явное указание et al. в: |author= (справка)Википедия:Обслуживание CS1 (множественные имена: authors list) (ссылка) Википедия:Обслуживание CS1 (не помеченный открытым DOI) (ссылка)
- Yaka R, Mapelli I, Kaptan D; et al. (Июнь 2021). Variable kinship patterns in Neolithic Anatolia revealed by ancient genomes. Current Biology. 31 (11): 2455-2468.e18. doi:10.1016/j.cub.2021.03.050. PMC 8210650. PMID 33857427. {{cite journal}}: Явное указание et al. в: |author= (справка)Википедия:Обслуживание CS1 (множественные имена: authors list) (ссылка)